# Jorge Liévano
Jorge Adalberto Liévano (Soyapango; 21 de abril de 1943) es un exfutbolista salvadoreño de rol atacante.

## Trayectoria
Era apodado "el conejo" y comienza su carrera en el Club Deportivo Marte Soyapango, del cual dejó en 1962 para jugar en el Atlante San Alejo, con el que logró el segundo lugar en el campeonato de 1962.
En 1963 se traslada a Quequeisque, con el que logra el séptimo lugar en el campeonato. En 1964 ficha por Once Municipal y en 1965 fue contratado por Alianza con quien ganó el bicampeonato 1965-1967.
En el verano de 1967 fue contratado por los estadounidenses de los Oakland Clippers, con los que ganó la NPSL, progenitor de la NASL. A pesar de jugar solo nueve juegos, fue su mejor asistente con cinco pases.
De regreso a su tierra natal, se incorporó a la FAS y posteriormente jugó en el equipo de la Universidad Centroamericana José Simeón Cañas, UCA.

## Selección nacional
Jugó en la selección nacional de El Salvador dos partidos en el Campeonato de Naciones de la Concacaf de 1965, obteniendo el cuarto puesto.

### Participaciones en Campeonatos Concacaf
| Copa                                          | Sede      | Resultado    | Part. | Goles |
| --------------------------------------------- | --------- | ------------ | ----- | ----- |
| Campeonato de Naciones de la Concacaf de 1965 | Guatemala | Cuarto lugar | 2     | 0     |

## Clubes
| Club              | País           | Año       |
| ----------------- | -------------- | --------- |
| Marte Soyapango   | El Salvador    | 1961-1962 |
| Atlante San Alejo | El Salvador    | 1962-1963 |
| Quequeisque       | El Salvador    | 1963-1964 |
| Once Municipal    | El Salvador    | 1964-1965 |
| Alianza           | El Salvador    | 1965-1967 |
| Oakland Clippers  | Estados Unidos | 1967      |
| FAS               | El Salvador    | 1968-1970 |
| UCA               | El Salvador    | 1970-1978 |

## Palmarés

### Títulos nacionales
| Título                              | Equipo           | País           | Año     |
| ----------------------------------- | ---------------- | -------------- | ------- |
| Primera División                    | Alianza          | El Salvador    | 1965-66 |
| Primera División                    | Alianza          | El Salvador    | 1966-67 |
| National Professional Soccer League | Oakland Clippers | Estados Unidos | 1967    |